# 金泳德
金泳德（1986年2月14日—），河北承德人，中国男子射击运动员。

## 战绩
1990年选拔到河北省承德业余体校射击队训练。 1994年3月被推荐到前卫射击队。他曾参加4届亚洲运动会射击比赛，共获得6枚金牌、2枚银牌和2枚铜牌，也曾荣获5次一等功和5次二等功，及“全军最佳运动员”等称号，被誉为“枪王”。2019年，担任中央军委训练管理部军事体育训练中心八一射击队副队长。同年10月19日，他与姚兆楠和高铮组队，参加武汉军运会男子25米中心发火手枪团体比赛，并以1744环的总成绩获得金牌，这也是中国代表团在该届军运会上的首枚金牌。